# Стара Ігрень

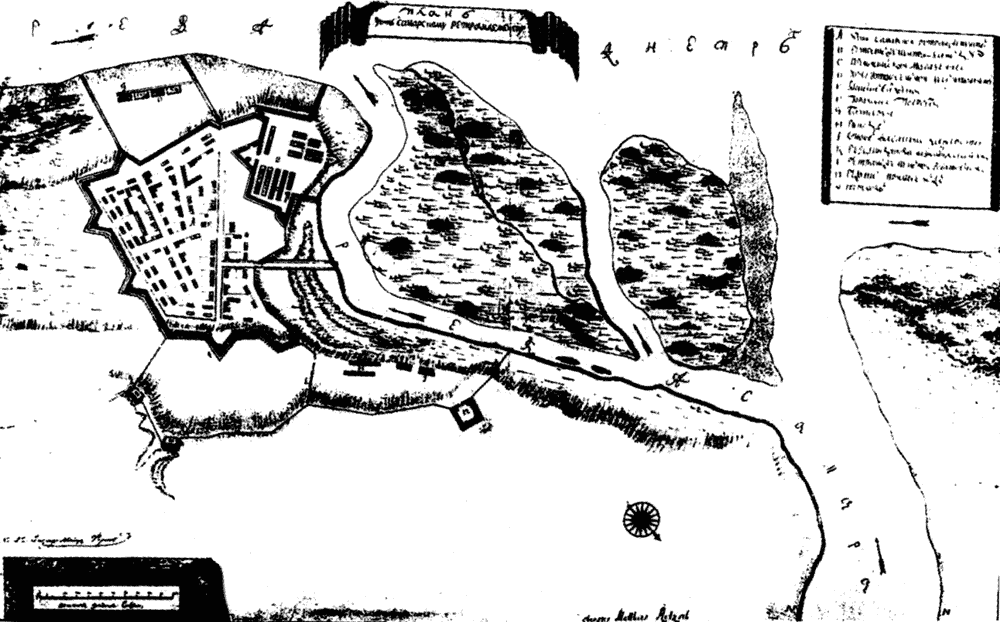
Усть-Самарська фортеця на плані 1770 року

Стара Ігрень, Огрень, Огрінь колишнє давнє поселення, сучасний міський район у Самарському адміністративному районі Дніпра на півночі Ігренського півострова на лівому березі річки Дніпро, на лівому березі річки Самара і правому березі річки Шиянка.
Тут розміщені залишки улицького і бродницького городища, а також залишки Усть-Самарської фортеці.

## Назва
Вважається, що назвали це місце переправи Огрінню татари, що значить «прокляте». 1660 року тут у гирлі Самари, на півострові і островах відбулася битва між українськими козаками отамана Івана Сірка і 10 тисячами татар, що поверталися з полоненими у Крим. Серед полонених був московський воєвода Василь Борисович Шереметєв. Татари почали переправлятися через Самару і були розбити з засідки козаками. Казали, що кров просочила пісок на аршин (70 см) і траур у Криму тривав 7 днів.
Інші назви, що пов'язують з містом: Пересічень, Монастирськ і Самарь.

## Археологія

### Середньокам'яна доба
На місці одного з поселень епохи мезоліту було розкопано п'ять осель.

### Новокам'яна доба
Під селом був могильник дніпро-донецької культури маріупільського типу Ігрень-8. Колективні поховання, в яких кістяки лежать у різних позиціях, супроводжені як місцевим гостродонним посудом з домішкою товчених мушель до глини, так і досконалим трипільським посудом.

### Мідна доба
Ігренський могильник середньо-стогівської культури. В похованні виявлено миску з розписом, етап ВІІ. Розкопки Дмитра Телегіна.

### Слов'янське поселення
Наприкінці 1940-их років експедицією О. В. Бодянського знайдене поселення антів, що у 1950-их роках визначено пам'ятками пеньківської культури. Поселення схоже з сусідніми у Волошському й Олексіївці.

## Історія

### Улицькеібродницькемісто
Улицьке слов'янське місто на березі Дніпра при впливі Самари існувало у 9-13 сторіччях. Назва міста достеменно невідома, хоча його ототожнюють з літописною Пересіченню, Монастирськом і Самарью. У 1930-х роках перед затопленням водами Дніпровського водосховища була проведена археологічна розвідка, що виявила слов'янське городище. У 1960-70-их роках були проведені розкопки, що виявили кілька кварталів міста, що не було потоплене. Тут були напівземлянки, майстерня виготовлення мідних котлів і декілька скляних майстерень. Ніяких міських стін не було знайдено, що вказувало або на спокійне існування на Ігренському острові, або на розміщення стін у затопленій частині міста. Також знайдені фрагменти плінфи — плоскої візантійської цегли, що виготовляли на Русі.
Приблизно 940 року Пересічень осаджувався 3 роки воєводою князя Ігора Свенельдом. Після цього Пересіченем називалося місто під Києвом. Біля протилежного берега Дніпра на Монастирському острові (сьогодні дніпровський парк імені Шевченка) був заснований візантійськими монахами монастир. Тут зупинилися 954 княгиня Ольга і 988 року князь Володимир. Можлива назва міста того часу — Монастирськ.
Місто було базою князя Мстислава Ізяславича у його війні з половцями (приблизно 1152 або 1154 роки).
У 13 сторіччі місто було зруйноване і невдовзі поновлене. Тут існувало поселення бродників, або «уходників», що займалися полюванням, рибалкою і торгівлею. Місто згодом було перенесено вгору по Самарі на правий берег. Це місто під ім'ям Самарь у 1576 році значиться у універсалі польського короля Степана Баторія, що дарував привілеї запорозькому козацтву. Саме можливий перенос старого міста на нове, безпечніше місце дає основу для думки про початкове степове ім'я міста на Ігренському острові — Самарь.

### Усть-Самарська фортеця

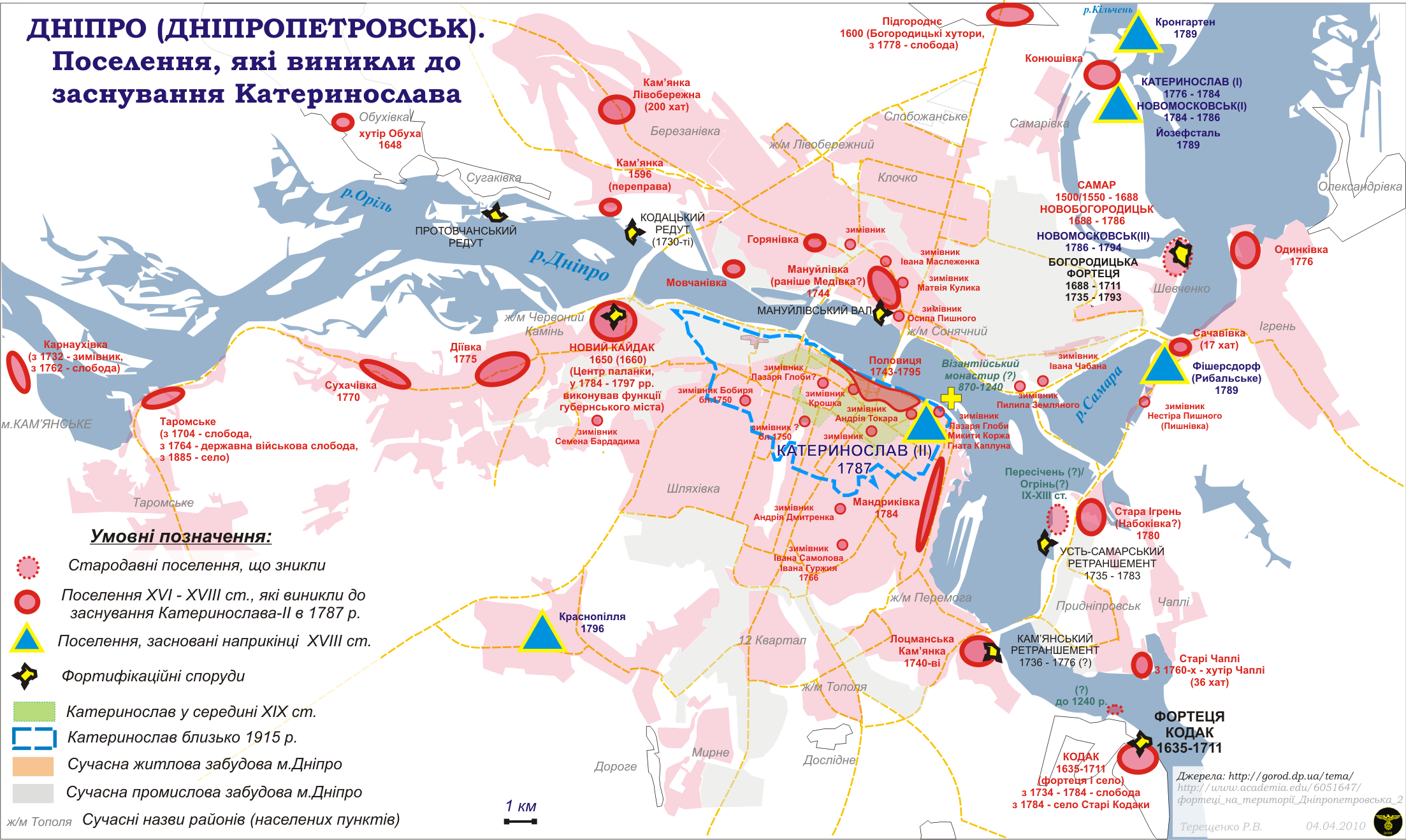
Давні поселення на місці Дніпра

У 1736 році під час російсько-турецької війни за наказом фельдмаршала Бурхарда Христофора Мініха тут побудували Усть-Самарський ретраншемент. Біля фортеці утворилася слобода посполитих людей, що віднесли до Старосамарської сотні Полтавського полку. 1783 року фортецю ліквідували, а 1789 р. дещо вище по Самарі було засновано німецьку колонію Фішерсдорф — нині частина Ігрені Рибальське

### Огрінь (Стара Ігрень)
1859 року Огрінь стала містечком. Тут процвітала торгівля лісом.

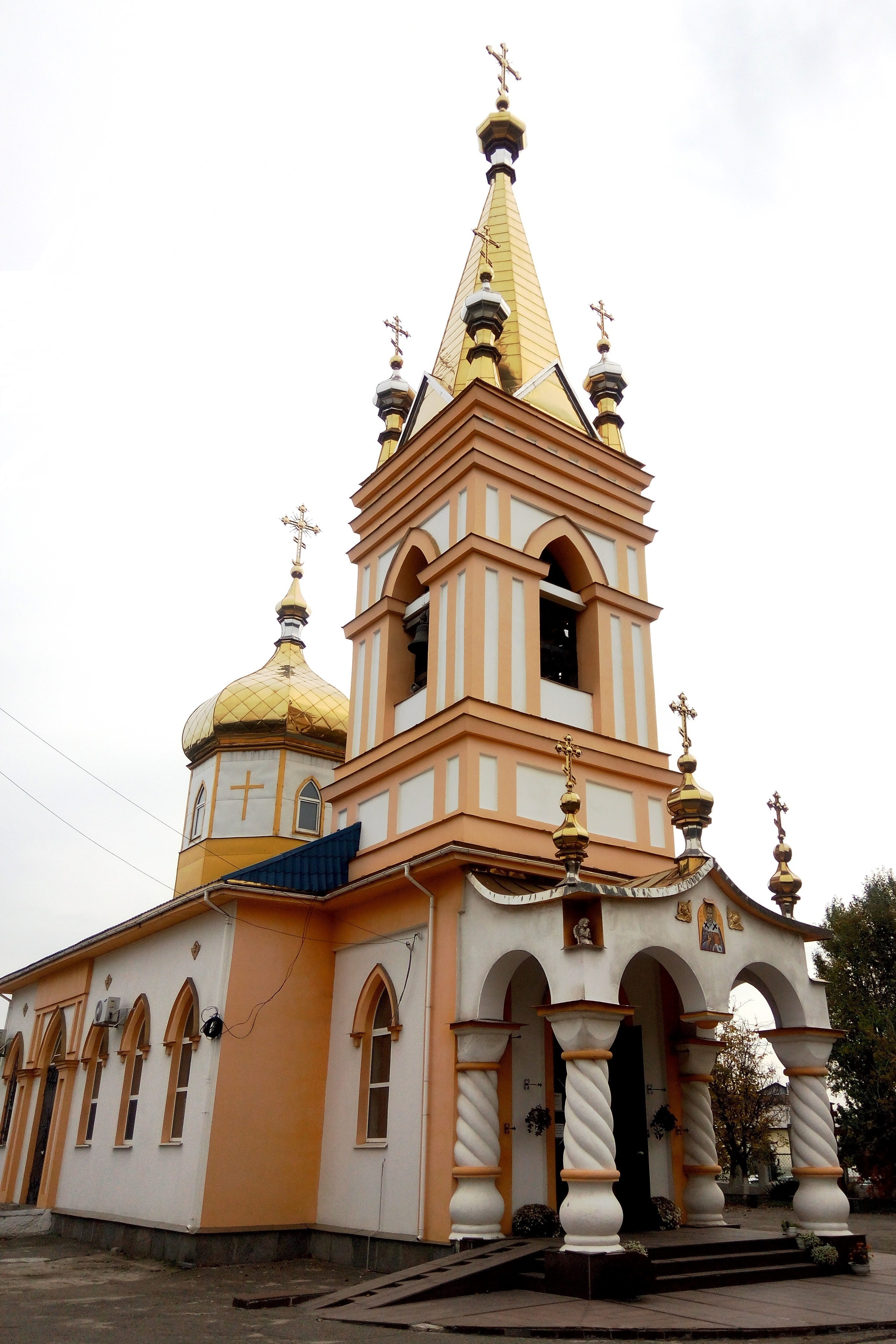
Свято-Миколаївський храм

1863 року тут мешкало 776 осіб, що володіли 90 господарськими дворами.
Тут була побудована православна церква, 4-класна церковно-приходська школа, синагога, єврейське училище, аптека, пошта. Проходили базари і ярмарки. Найбільша Мінаковська лісопилка була у Самари і Шиянки (Щемилівка). Окрім лісопиляння населення займалося рибалкою, столярним виробництвом, виготовленням тарантасів.
На початку 20 сторіччя лісовий порт був перенесений нижче у Чаплі, у зв'язку з чим економічний розквіт Старої Ігрені зупинився. Населення почало відтікати на північ, де була побудована Катериниська залізниця, де постала сучасна (Нова) Ігрень.
1873 року відкрита залізнична станція Одинкове Лозово-Севастопільської залізниці, названа так за найближчим селом Одинківка. Визначною спорудою тогочасної Ігрені став Самарський залізничний міст довжиною 222 метри (106 сажень). Вже у січні станцію передали до Катерининської (згодом перейменована на Придніпровську) залізницю.
Ось так описує Ігрень Дмитро Яворницький у «Дніпрових порогах»: «Од лівого берега річки Самари геть униз уздовж Дніпра тяглося с. Огрінь або Ігрень. Воно недавнього віку: заснував його в 1780—1781 році князь Олександр Андрійович Прозоровський, і славилось воно своєю лісною пристанню та виробом українських скринь, німецьких бричок.»
1904 року залізничну станцію Одинкове перейменували на Ігрень за більш значущим поселенням — містечком Огрінь. За назвою станції, місцевість у неї почала іменуватися Ігрень, що згодом виросла у самостійне місто Ігрень.